# Fågelsta (Lapland)
Fågelsta is een gehucht binnen de Zweedse gemeente Dorotea. Het is gelegen aan een afslag van de Europese weg 45, voorheen Zweedse rijksweg 45. Daarmee ligt het eigenlijk ook (iets verder weg) aan de Inlandsbanan, die parallel met de weg loopt. Het dorpje bestaat anno 2009 uit een zevental huishoudens, die meerdere akkers onderhouden en daarnaast enige veeteelt bedrijven. Deze veeteelt is voornamelijk bedoeld om in de plaatselijke behoefte te voorzien. Er zijn minstens acht dorpen in Zweden die dezelfde naam hebben.
Bestuurscentrum / Tätort: Dorotea
Småort: Avaträsk · Högland · Svanabyn · Västra Ormsjö
Overig: Bellvik · Borgafjäll · Fågelsta · Granåsen · Häggås · Korssele · Lajksjö · Lavsjö · Mårdsjö · Rajastrand · Risbäck · Storjola · Storbäck · Ullsjöberg · Östra Ormsjö